# Isetemkheb II
Pour les articles homonymes, voir Isetemkheb.
Isetemkheb II est une princesse d'Égypte de la XXIe dynastie, fille du roi tanite Psousennès Ier et de la reine Ouiay.

## Généalogie
Isetemkheb II est la fille du roi tanite Psousennès Ier et de la reine Ouiay. Elle épouse son oncle le grand prêtre d'Amon de Thèbes, Menkhéperrê.
Isetemkheb II lui donne plusieurs enfants : 
- Nesbanebdjed II (ou Smendès II), qui succède à son père en tant que grand prêtre d'Amon de Thèbes,
- Hénouttaouy, qui a épousé son frère Nesbanebdjed II,
- Pinedjem II, qui succède à son frère grand prêtre d'Amon de Thèbes,
- Isetemkheb III, qui a épousé son frère Pinedjem II,
- Gaoutsechen, chanteuse de Montou, elle était mariée à Tjanefer, troisième prophète d'Amon, ils ont deux fils, Pinedjem et Menkhéperrê, qui devinrent respectivement troisième et quatrième prophète d'Amon, et une fille, Gaoutsechen, chanteuse d'Amon-Rê ; elle est enterrée avec sa famille dans la cachette de Bab el-Gasus à Deir el-Bahari, ses cercueils et ses papyrus sont aujourd'hui au Caire,
- Hori, prêtre d'Amon et de Seth, sa momie et ses cercueils ont été retrouvés à Bab el-Gasus à Deir el-Bahari et sont aujourd'hui au Caire,
- Psousennès, prêtre de Min, Horus et Isis à Coptos, connu par une stèle au British Museum[3],
- Mérytamon, chanteuse d'Amon, elle fut enterrée à Bab el-Gasus à Deir el-Bahari sous le pontificat de Psousennès III, ses cercueils sont au Caire.